# Фрезеров, Григорий Рафаилович
Григорий Рафаилович Фрезеров (1897—1979) — советский государственный и хозяйственный деятель, учёный.

## Биография
Родился в 1897 году в Горловке. Настоящая фамилия Троцкий, в 1930 г. сменил её на Фрезеров. В 1919—1920 гг. служил в 4-й Партизанской дивизии в Луганске.
В 1924 г. окончил Харьковский технологический институт.
- 1924—1927 зав. производством, главный инженер Харьковского инструментального завода;
- 1927—1933 главный инженер инструментального завода им. Воскова (г. Сестрорецк), и Московского инструментального объединения;
- 1933 — в командировке в США;
- 1933—1936 гг. — главный инженер,
- 1936—1939 гг. — директор завода режущих инструментов «Фрезер» Главинструмента Наркомтяжмаша;
- 1939—1940 гг. — главный инженер Главинструмента Наркомтяжмаша,
- 1940—1941 гг. — директор ЦНИИ технологии и машиностроения Наркомтяжмаша.

В октябре 1941 года из Москвы в Свердловск на площадку завода «Металлист» были эвакуированы заводы — танковый им. Орджоникидзе, и автомобильный — КИМ, а также Подольский машиностроительный завод. Новому предприятию присвоено наименование Свердловский завод N 37 им. С.Орджоникидзе (производство легких танков Т-60 и Т-70). Директором назначен Фрезеров (до 1943 г.).
В 1943 г. — член Совета по машиностроению при СНК СССР, начальник технического управления наркомата танковой промышленности.
В 1943—1946 гг. — заместитель наркома боеприпасов СССР.
В 1949 г. в период «борьбы с космополитизмом» перешёл на преподавательскую работу в Московский станкоинструментальный институт. Профессор кафедры «Инструментальное производство».
Умер 9 октября 1979 г. Похоронен на Донском кладбище.

## Награды
- орден Ленина (15.04.1939)
- орден Красной Звезды,
- орден Трудового Красного Знамени,
- орден Знак Почёта,
- медаль За доблестный труд в Великой Отечественной войне.